# Akasen chitai
Akasen chitai é um filme de drama do Japão de 1956.

## Resumo
Diversas prostitutas de Dreamland, um bordel em Tóquio, contam as suas histórias.
Uma sensível realização de Mizoguchi (este foi o último filme que fez). Especialmente notável é Kyo, no papel de uma dura e cínica mulher do prazer.
A cena com o seu pai é um momento alto deste filme. Também conhecido com os títulos Red Light Distrit e Street Of Shame.

## Elenco
- Machiko Kyo
- Ayako Wakao
- Aiko Mimasu
- Michiko Kogure

## Ficha técnica
- Direcção: Kenji Mizoguchi